# Miami Tower
De Miami Tower, tot 1 januari 2010 bekend als de Bank of America Tower, is een 191 meter hoog kantoorgebouw in de Amerikaanse stad Miami (Florida). Het werd oorspronkelijk gebouwd voor een bedrijf met de naam CenTrust. Naast de toren staat een parkeergarage met 15.000 parkeerplaatsen met daaronder een metrostation.
's Nachts wordt het gebouw verlicht. Voor elke gelegenheid wordt een ander kleurenschema gebruikt.
In 1994 werd het dak gebruikt als decor voor de videoclip "Turn the Beat Around" van Gloria Estefan.

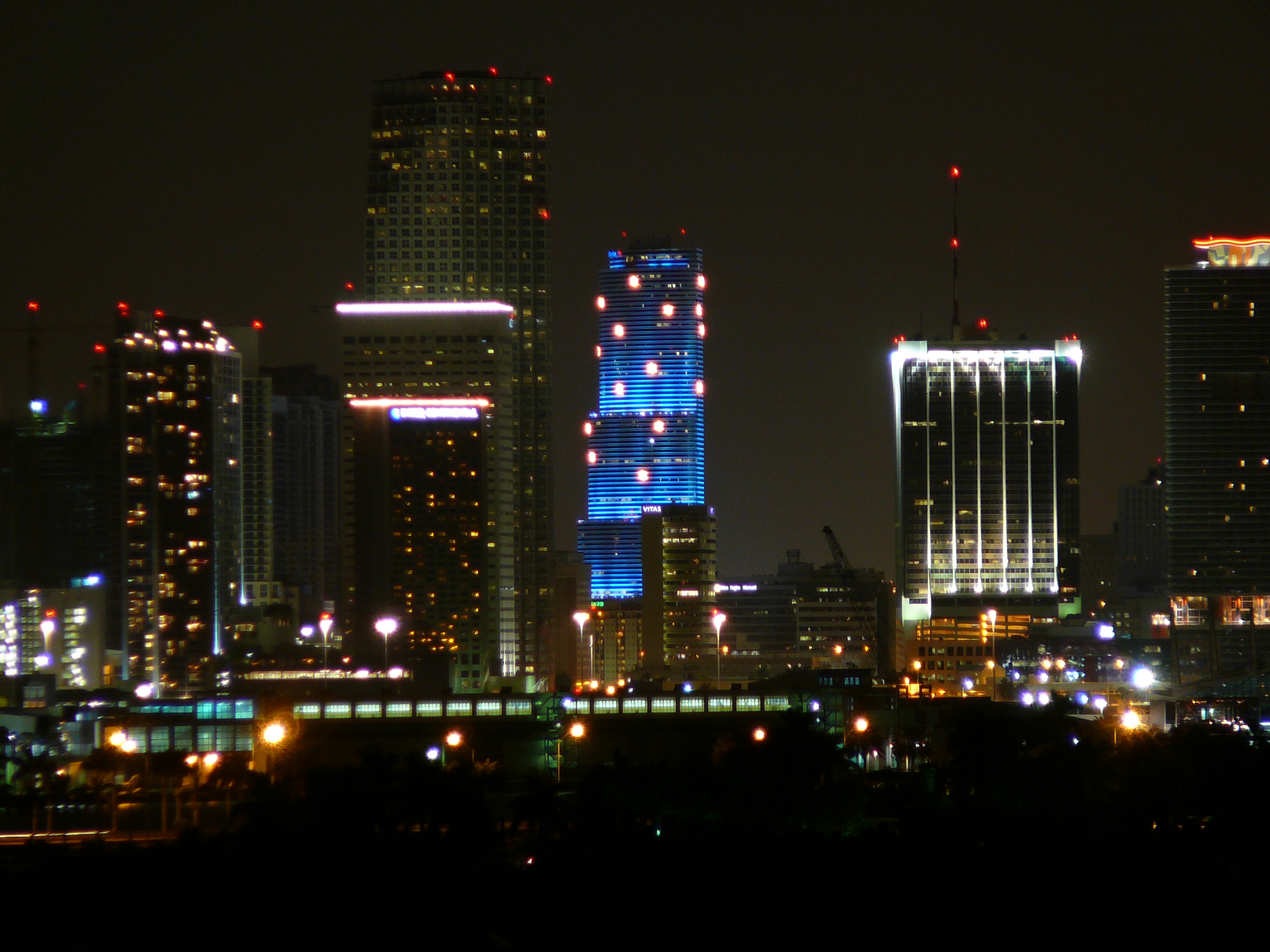
De toren verlicht tijdens kerst 2007